# Brima Koroma
Ibrahim "Brima" Koroma, född 8 juli 1984 i Makeni, är en fotbollsspelare (anfallare). Han kom till Sverige som femtonåring 1999 och fick uppehållstillstånd 2001. Han är endast medborgare i Sierra Leone. 